# Moes Montana
Moes Montana is een lied van de Nederlandse rapper Mula B. Het stond in 2022 als zevende track op het album Prix d'ami.

## Achtergrond
Moes Montana is geschreven door Hicham Gieskes, Bryan du Chatenier en Rangel Silaev en geproduceerd door Trobi. Het is een nummer dat past in het genre nederhop en heeft effecten uit de trap en reggaeton. In het lied rapt Mula B over zijn verleden en hoe zijn leven nu is. De titel Moes Montana verwijst naar een naam die sommigen volgens het lied aan Mula B geven.

## Hitnoteringen
De artiest had bescheiden succes met het lied in Nederland. Hoewel het niet als single werd uitgebracht, maar het enkel een albumtrack was, kwam het tot de 46e plaats van de Single Top 100 in de twee weken dat het in deze hitlijst te vinden was. De Top 40 en haar Tipparade werden niet bereikt.